# San José de las Palmas, Jalisco
San José de las Palmas är en ort i Mexiko.   Den ligger i kommunen Unión de San Antonio och delstaten Jalisco, i den centrala delen av landet, 300 km nordväst om huvudstaden Mexico City. San José de las Palmas ligger 1 799 meter över havet och antalet invånare är 370.
Terrängen runt San José de las Palmas är huvudsakligen platt, men österut är den kuperad. Runt San José de las Palmas är det ganska tätbefolkat, med 129 invånare per kvadratkilometer. Närmaste större samhälle är León de los Aldama, 19,3 km öster om San José de las Palmas. I omgivningarna runt San José de las Palmas växer huvudsakligen savannskog.